# Algemene verkiezingen in Cambodja (1958)

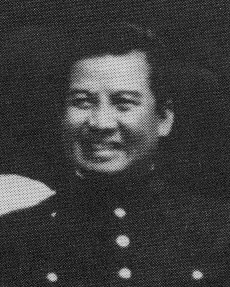
Prins Norodom Sihanouk

De algemene verkiezingen in Cambodja van 1958 vonden op 23 maart van dat jaar plaats. en werden gewonnen door de regerende Sangkum-partij van prins Norodom Sihanouk die alle 61 zetels in de Nationale Vergadering wist te winnen. De oppositie, gevormd door de Pracheachon-partij, wist geen enkele zetel te winnen. Na de verkiezingen vormde Sihanouk een regering en werd wederom premier van het land.

## Uitslag
| Partij              | Partij      | Zetels | %      |
| ------------------- | ----------- | ------ | ------ |
|                     | Sangkum     | 61     | 99,98  |
|                     | Pracheachon | 0      | 0,02   |
| Totaal              | Totaal      | 61     | 100,00 |
|                     |             |        |        |
| Opkomst             | Opkomst     | 45,00  | 45,00  |
| Bron: Nohlen et al. |             |        |        |